# Odessa (Texas)
Odessa ist die Bezirkshauptstadt und Sitz der Countyverwaltung (County Seat) des Ector County im US-Bundesstaat Texas in den Vereinigten Staaten. Das U.S. Census Bureau hat bei der Volkszählung 2020 eine Einwohnerzahl von 114.428 ermittelt.

## Geographie
Die Stadt liegt an der Texas and Pacific Railway, der Interstate 20, dem U.S. Highway 80 und dem U.S. Highway 385 im Westen von Texas, ist etwa 80 Kilometer von der südöstlichen Ecke von New Mexico entfernt und hat eine Gesamtfläche von 95,5 km².

## Demografische Daten
Nach der Volkszählung im Jahr 2000 lebten hier 90.943 Menschen in 33.661 Haushalten und 23.697 Familien. Die Bevölkerungsdichte betrug 954,2 Einwohner pro km². Ethnisch betrachtet setzte sich die Bevölkerung zusammen aus 73,43 % weißer Bevölkerung, 5,88 % Afroamerikanern, 0,77 % amerikanischen Ureinwohnern, 0,88 % Asiaten, 0,04 % Bewohnern aus dem pazifischen Inselraum und 16,07 % aus anderen ethnischen Gruppen. Etwa 2,93 % waren gemischter Abstammung und 41,42 % der Bevölkerung waren spanischer oder lateinamerikanischer Abstammung.
Von den 33.661 Haushalten hatten 37,9 % Kinder unter 18 Jahre, die im Haushalt lebten. 51,6 % davon waren verheiratete, zusammenlebende Paare. 14,5 % waren alleinerziehende Mütter und 29,6 % waren keine Familien. 25,7 % aller Haushalte waren Singlehaushalte und in 9,6 % lebten Menschen, die 65 Jahre oder älter waren. Die Durchschnittshaushaltsgröße betrug 2,65 und die durchschnittliche Größe einer Familie belief sich auf 3,21 Personen.
29,8 % der Bevölkerung waren unter 18 Jahre alt, 10,6 % von 18 bis 24, 27,8 % von 25 bis 44, 20,0 % von 45 bis 64, und 11,8 %, die 65 Jahre oder älter waren. Das Durchschnittsalter war 32 Jahre. Auf 100 weibliche Personen aller Altersgruppen kamen 93,2 männliche Personen. Auf 100 Frauen im Alter von 18 Jahren und darüber kamen 88,6 Männer.

Das jährliche Durchschnittseinkommen eines Haushalts betrug 31.209 USD, das Durchschnittseinkommen einer Familie 36.869 USD. Männer hatten ein Durchschnittseinkommen von 31.115 USD gegenüber den Frauen mit 21.743 USD. Das Pro-Kopf-Einkommen betrug 16.096 USD. 18,6 % der Bevölkerung und 16,0 % der Familien lebten unterhalb der Armutsgrenze. Davon waren 23,9 % Kinder und Jugendliche unter 18 Jahren und 14,1 % waren 65 oder älter.

## Kultur
Bekannt ist die Stadt für ihre High-School-Football-Mannschaften. Die Permian Panthers der Permian High School (1965, 1972, 1980, 1989 und 1990) und die Odessa Broncos der Odessa High School (1946) sind beide ehemalige Texas State Champions mit langer Tradition. Ihr alljährliches Aufeinandertreffen zieht bis zu 20.000 Zuschauer an.

## Söhne und Töchter der Stadt
- Chancy Croft (1937–2022), Politiker
- Chris Kyle (1974–2013), Scharfschütze
- Benny Henderson junior (* 1975), Schwergewichtsboxer und Boxsportreporter
- Toby Stevenson (* 1976), Leichtathlet und Olympiamedaillengewinner
- Marcus Cannon (* 1988), American-Football-Spieler

## Odessa-Impaktkrater
Südwestlich der Stadt liegen die Odessa-Meteor-Krater.